# مجلة علم نفس التحقيق وتحليل الجناة
مجلة علم نفس التحقيق وتحليل الجناة (بالإنجليزية: Journal of Investigative Psychology and Offender Profiling)‏ هي مجلة أكاديمية متحة بصيغة إلكترونية مُحكمة تغطي مجالات العلوم السلوكية من حيث صلتها بعلم الجريمة والنظام القانوني. تأسست في عام 2004 وتنشر ثلاث مرات سنويًا بواسطة الناشر ويلي. كانت في السابق تصدر بنسختين إلكترونية ومطبوعة، وأصبحت متاحة إلكترونيًا فقط في عام 2011. وتُعد المجلة المطبوعة الرسمية للأكاديمية الدولية لعلم النفس الاستقصائي [الإنجليزية]
ورئيس تحريرها هو دونا يونغز (جامعة هيدرسفيلد).
وفقًا لتقارير الاستشهاد بالمجلات الأكاديمية، فإن عامل التأثير للمجلة لعام 2020 يبلغ 1.700، مما يجعلها في المرتبة 51 من أصل 69 مجلة في فئة "علم الجريمة والعقوبات" والمرتبة 63 من 83 في فئة "علم النفس التطبيقي".